# Disenochus munroi
Disenochus munroi är en skalbaggsart som beskrevs av Perkins 1936. Disenochus munroi ingår i släktet Disenochus och familjen jordlöpare. Inga underarter finns listade i Catalogue of Life.